# アホウドリ科
アホウドリ科（あほうどりか、学名 Diomedeidae）は、鳥類ミズナギドリ目の科である。
アホウドリ（信天翁）と総称される。ただし狭義にはこの1種をアホウドリと呼ぶ。

## 特徴

### 分布
インド洋南部、南大西洋、太平洋。
寒帯から亜熱帯までに生息するが、北大西洋には棲息しない。北半球には北太平洋にキタアホウドリ属 Phoebastria のみが生息する。
原則として赤道直下には棲息しないが、例外的に、東太平洋のガラパゴス海域から南米西岸にかけてのフンボルト海流による寒流域にガラパゴスアホウドリ Phoebastria irrorata が棲息する。

### 形態

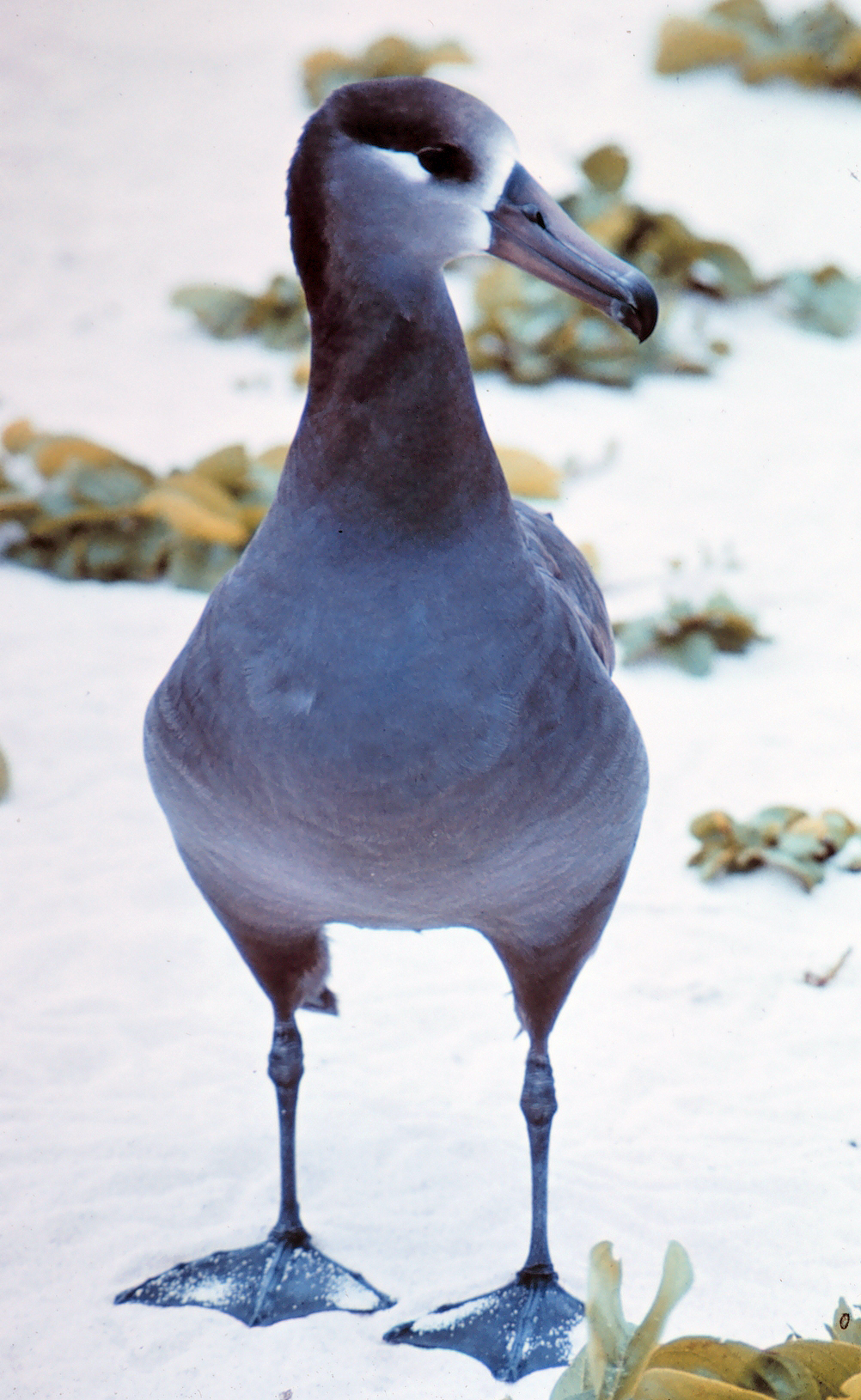
他のミズナギドリ目と異なり、アホウドリ科の鳥は、地面にしっかりと立つことが出来る。写真はクロアシアホウドリ。

最大種はワタリアホウドリで全長107–135cm。翼開張300cm。
高アスペクト比(旅客機並み)の（細長い）翼は揚力に比べて相対的に誘導抵抗を減少させ、海上で発生する気流に乗るのに適している。
多くの種では全身が白い羽毛で覆われる。翼や尾羽が暗色の種もいる。
嘴は太く長く、先端はやや下方へ湾曲する。嘴の両脇に外鼻孔がある。
卵殻は白い。

### 生態
海洋に生息する。風の強い高所から風の弱い低所に急降下し、急降下の勢いと風力の差を利用して再び高所へ上がる「ダイナミック・ソアリング」を繰り返し、長時間羽ばたかずに飛翔する。
食性は動物食で、魚類・甲殻類・軟体動物などを食べる。泳ぐことは出来るが潜水が出来ないため、主に水面付近にいる獲物を咥えて捕食するが、空中から急降下して獲物を捕食することもある。まれに、胃の中から深海魚が発見されることもある。
ペアは通常は一方が死ぬまで一生解消されないが、繁殖が失敗しつづけると解消されることもある。多くの種で集団繁殖地（コロニー）を形成する。1回に1個の卵を産み、雌雄交代で抱卵する。
生後3–4年で性成熟するが、実際にはさらに数年経過してから繁殖を行うことが多い。平均寿命は30年。

## 系統と分類
系統樹の科間は Hackett et al. (2008)、科内は Nunn & Stanley (1998); Penhallurick & Wink (2004)より。
|  | キタアホウドリ属 Phoebastria |
|  |                              |
|  | ワタリアホウドリ属 Diomedea  |
|  |                              |

|  | ハイイロアホウドリ属 Phoebetria |
|  |                                 |
|  | モリモーク属 Thalassarche       |
|  |                                 |

|  | キタアホウドリ属 Phoebastria |
|  |                              |
|  | ワタリアホウドリ属 Diomedea  |
|  |                              |

|  | ハイイロアホウドリ属 Phoebetria |
|  |                                 |
|  | モリモーク属 Thalassarche       |
|  |                                 |

|  | \| \| ミズナギドリ科 Procellariidae \| \| \| \| \| \| モグリウミツバメ科 Pelecanoididae \| \| \| \| |
|  | |
|  | ウミツバメ亜科 Hydrobatinae                                                                         |
|  | |
|  | ミズナギドリ科 Procellariidae                                                                       |
|  | |
|  | モグリウミツバメ科 Pelecanoididae                                                                   |
|  | |

|  | ミズナギドリ科 Procellariidae     |
|  |                                   |
|  | モグリウミツバメ科 Pelecanoididae |
|  |                                   |

|  | キタアホウドリ属 Phoebastria |
|  |                              |
|  | ワタリアホウドリ属 Diomedea  |
|  |                              |

|  | ハイイロアホウドリ属 Phoebetria |
|  |                                 |
|  | モリモーク属 Thalassarche       |
|  |                                 |

|  | キタアホウドリ属 Phoebastria |
|  |                              |
|  | ワタリアホウドリ属 Diomedea  |
|  |                              |

|  | ハイイロアホウドリ属 Phoebetria |
|  |                                 |
|  | モリモーク属 Thalassarche       |
|  |                                 |

|  | \| \| ミズナギドリ科 Procellariidae \| \| \| \| \| \| モグリウミツバメ科 Pelecanoididae \| \| \| \| |
|  | |
|  | ウミツバメ亜科 Hydrobatinae                                                                         |
|  | |
|  | ミズナギドリ科 Procellariidae                                                                       |
|  | |
|  | モグリウミツバメ科 Pelecanoididae                                                                   |
|  | |

|  | ミズナギドリ科 Procellariidae     |
|  |                                   |
|  | モグリウミツバメ科 Pelecanoididae |
|  |                                   |

アホウドリ科はミズナギドリ目の1科で、目の基底付近（おそらくアシナガウミツバメ亜科の次）に分岐した。古くから科とされてきたが、Coues (1864, 1866)や Sibley & Ahlquist (1990) はミズナギドリ科を広くとり（現在のミズナギドリ目に当たる）、ミズナギドリ科アホウドリ亜科 Diomedeinae とした。
以前はアホウドリ属Diomedea とハイイロアホウドリ属の2属で本科が構成されていた。しかしミトコンドリアDNAのシトクロムbの分子系統学的解析から本科内に4つの単系統群が認められるとして、アホウドリ属をオオアホウドリ属、キタアホウドリ属、モリモーク属に分割する説が有力とされる。
彼らはさらに、従来は13–14種に分類されていた種も分割した。最大で24種とする説が現れたが、ただしそのうちいくつかの種は再統合することが主流で、国際鳥類学会議 (IOC)は21種を認める。たとえば、ハジロアホウドリはタスマニアアホウドリ・オークランドワタリアホウドリ・サルビンアホウドリ・チャタムアホウドリの4種に分割されたが、Burg & Croxall (2004)は大枠ではそれを認めつつもタスマニアアホウドリとオークランドワタリアホウドリの間に遺伝的差異はないとした。

## 属と種
国際鳥類学会議 (IOC)より。和名は厚生労働省; 小城ほかなどより。
- Phoebastria キタアホウドリ属 (Diomedea から分離)
  - Phoebastria immutabilis, Laysan Albatross, コアホウドリ
  - Phoebastria nigripes, Black-footed Albatross, クロアシアホウドリ
  - Phoebastria irrorata, Waved Albatross, ガラパゴスアホウドリ
  - Phoebastria albatrus, Short-tailed Albatross, アホウドリ
- Diomedea ワタリアホウドリ属
  - Diomedea exulans, Wandering Albatross, ワタリアホウドリ
  - Diomedea antipodensis, Antipodean Albatross, アンティポデスアホウドリ
  - Diomedea amsterdamensis, Amsterdam Albatross, アムステルダムアホウドリ
  - Diomedea dabbenena, Tristan Albatross, ゴウワタリアホウドリ
  - Diomedea epomophora, Southern Royal Albatross, ミナミシロアホウドリ
  - Diomedea sanfordi, Northern Royal Albatross, キタシロアホウドリ
- Phoebetria ハイイロアホウドリ属
  - Phoebetria fusca, Sooty Albatross, ススイロアホウドリ
  - Phoebetria palpebrata, Light-mantled Albatross, ハイイロアホウドリ
- Thalassarche モリモーク属 (Diomedea から分離)
  - Thalassarche melanophris, Black-browed Albatross, マユグロアホウドリ
  - Thalassarche impavida, Campbell Albatross, キャンベルアホウドリ
  - Thalassarche cauta, Shy Albatross, ハジロアホウドリ
  - Thalassarche eremita, Chatham Albatross, チャタムアホウドリ
  - Thalassarche salvini, Salvin's Albatross, サルビンアホウドリ
  - Thalassarche chrysostoma, Grey-headed Albatross, ハイガシラアホウドリ
  - Thalassarche chlororhynchos, Atlantic Yellow-nosed Albatross, ニシキバナアホウドリ
  - Thalassarche carteri, Indian Yellow-nosed Albatross, ヒガシキバナアホウドリ
  - Thalassarche bulleri, Buller's Albatross, ニュージーランドアホウドリ

### 種分類対照表
以下に分類対照表を示す。アムステルワタリアホウドリはIOCに従いワタリアホウドリに含まれていたとした。BirdLife International (2006)による個体数（多くは不確実だが幅があるものは平均とした）とその増減傾向、IUCNレッドリストによる評価（右図を参照）を付記する。
| 旧分類                                   | 新分類                                      | IOC                                        | 推定個体数 | 増減 | IUCN |
| ---------------------------------------- | ------------------------------------------- | ------------------------------------------ | ---------- | ---- | ---- |
| コアホウドリ D. immutabilis              | コアホウドリ Phoebastria immutabilis        | コアホウドリ Phoebastria immutabilis       | 0874000    | ↓    | VU   |
| クロアシアホウドリ D. nigripes           | クロアシアホウドリ Phoebastria nigripes     | クロアシアホウドリ Phoebastria nigripes    | 0109000    | ↓    | EN   |
| ガラパゴスアホウドリ D. irrorata         | ガラパゴスアホウドリ Phoebastria irrorata   | ガラパゴスアホウドリ Phoebastria irrorata  | 0034694    | ↑    | CR   |
| アホウドリ D. albatrus                   | アホウドリ Phoebastria albatrus             | アホウドリ Phoebastria albatrus            | 0002100    | ↑    | VU   |
| ワタリアホウドリ D. exulans              | ワタリアホウドリ D. exulans                 | ワタリアホウドリ D. exulans                | 0028000    | ↓    | VU   |
| ワタリアホウドリ D. exulans              | アンティポデスアホウドリ D. antipodensis    | アンティポデスアホウドリ D. antipodensis   | 0016192    | ?    | VU   |
| ワタリアホウドリ D. exulans              | オークランドワタリアホウドリ D. gibsoni     | アンティポデスアホウドリ D. antipodensis   | 0016192    | ?    | VU   |
| ワタリアホウドリ D. exulans              | アムステルダムアホウドリ D. amsterdamensis  | アムステルダムアホウドリ D. amsterdamensis | 0000080    | ↓    | CR   |
| ワタリアホウドリ D. exulans              | ゴウワタリアホウドリ D. dabbenena           | ゴウワタリアホウドリ D. dabbenena          | 0012000    | ↓    | EN   |
| シロアホウドリ D. epomophora             | ミナミシロアホウドリ D. epomophora          | ミナミシロアホウドリ D. epomophora         | 0016800    | →    | VU   |
| シロアホウドリ D. epomophora             | キタシロアホウドリ D. sanfordi              | キタシロアホウドリ D. sanfordi             | 0013500    | ↓    | EN   |
| ススイロアホウドリ Phoebetria fusca      | ススイロアホウドリ Phoebetria fusca         | ススイロアホウドリ Phoebetria fusca        | 0042000    | ↓    | EN   |
| ハイイロアホウドリ Phoebetria palpebrata | ハイイロアホウドリ Phoebetria palpebrata    | ハイイロアホウドリ Phoebetria palpebrata   | 0058000    | ?    | NT   |
| マユグロアホウドリ D. melanophris        | マユグロアホウドリ T. melanophris           | マユグロアホウドリ T. melanophris          | 1750000    | ↓    | EN   |
| マユグロアホウドリ D. melanophris        | キャンベルアホウドリ T. impavida            | キャンベルアホウドリ T. impavida           | 0047000    | →    | VU   |
| ハジロアホウドリ D. cauta                | タスマニアアホウドリ T. cauta               | ハジロアホウドリ T. cauta                  | 000000?    | ↑    | NT   |
| ハジロアホウドリ D. cauta                | オークランドワアホウドリ T. steadi          | ハジロアホウドリ T. cauta                  | 0362500    | ↑    | NT   |
| ハジロアホウドリ D. cauta                | チャタムアホウドリ T. eremita               | チャタムアホウドリ T. eremita              | 0011000    | →    | CR   |
| ハジロアホウドリ D. cauta                | サルビンアホウドリ T. salvini               | サルビンアホウドリ T. salvini              | 0061500    | →    | VU   |
| ハイガシラアホウドリ D. chrysostoma      | ハイガシラアホウドリ T. chrysostoma         | ハイガシラアホウドリ T. chrysostoma        | 0184730    | ↓    | VU   |
| キバナアホウドリ D. chlororhynchos       | ニシキバナアホウドリ T. chlororhynchos      | ニシキバナアホウドリ T. chlororhynchos     | 0075000    | ↓    | EN   |
| キバナアホウドリ D. chlororhynchos       | ヒガシキバナアホウドリ T. carteri           | ヒガシキバナアホウドリ T. carteri          | 0073000    | ↓    | EN   |
| ニュージーランドアホウドリ D. bulleri    | ミナミニュージーランドアホウドリ T. bulleri | ニュージーランドアホウドリ T. bulleri      | 0054000    | →    | VU   |
| ニュージーランドアホウドリ D. bulleri    | キタニュージーランドアホウドリ T. platei    | ニュージーランドアホウドリ T. bulleri      | 0054000    | →    | VU   |

## 人間との関係

ミッドウェー島の旗には、コアホウドリが描かれている。

英語名の albatross は、スペイン語で大型の海鳥を指す alcatraz に由来し、それはさらにアラビア語でのペリカン al-qadus に由来する。
溺死した船乗りの魂が宿った鳥として不吉の象徴とされることもあった。
卵も含めて食用とされることもある。また羽毛が利用されることもあった。
開発による繁殖地の破壊、水質汚染、漁業による混獲、食用や羽毛目的の乱獲、人為的に移入された動物による捕食などにより生息数が減少している種もいる。
ゴルフで3打少なく打つことをアルバトロスというが、アホウドリが羽ばたくことなく何時間も海の上を飛ぶことを由来とする。
飛行機に衝突することもあった。船乗りが陸が近くなったことを認識する目印にしたこともあった。漁場探索の手がかりとされることもある。